# Xã Flandreau, Quận Moody, South Dakota
Xã Flandreau (tiếng Anh: Flandreau Township) là một xã thuộc quận Moody, tiểu bang Nam Dakota, Hoa Kỳ. Năm 2010, dân số của xã này là 372 người.